# Margriete Achtels
Margriete Achtels (Sint-Joris-ten-Distel - Brugge, 1468), was een slachtoffer van de heksenvervolging in Europa.
De beschuldiging luidde dat zij op bovennatuurlijke wijze verscheidene mensen had vergiftigd. De rechtbank van de Proosdij van Brugge veroordeelde haar op 1 oktober 1468 tot het levend verbranden aan een staak. Tot afschrikwekkend voorbeeld werd haar verkoolde lijk nadien op een rad aan de rand van de weg tentoongesteld.